# Rafael Iglesias
Rafael Iglesias, född 25 maj 1924 i Avellaneda, död 1 januari 1999 i San Juan, var en argentinsk boxare.
Iglesias blev olympisk mästare i tungvikt i boxning vid sommarspelen 1948 i London efter att i finalen ha besegrat svensken Gunnar "Silver-Gunnar" Nilsson.